# Доленє (Домжале)
Доленє (словен. Dolenje) — поселення в общині Домжале, Осреднєсловенський регіон, Словенія. 
Висота над рівнем моря: 350,7 м.